# Heinrich III. von Metz

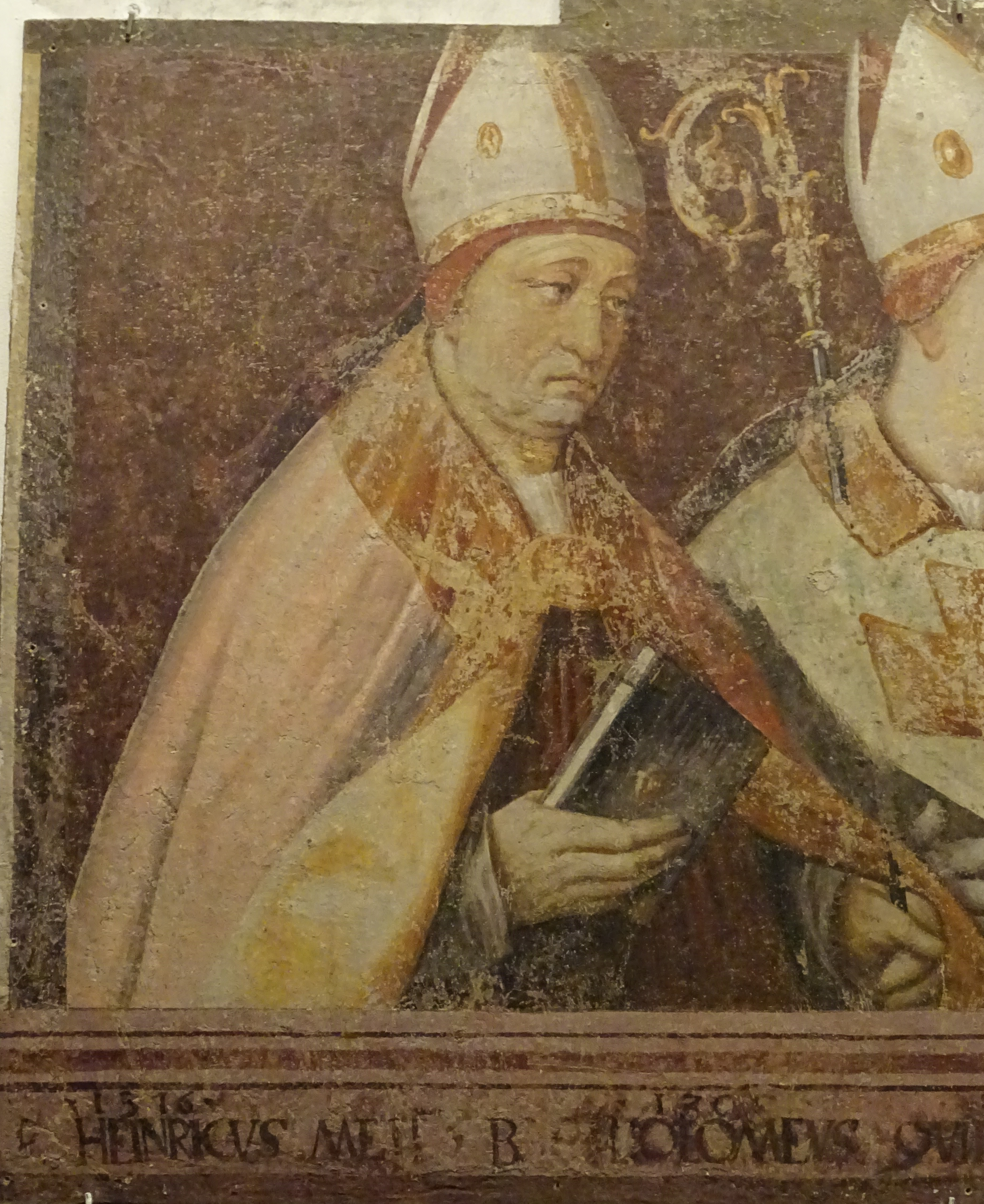
Heinrich III. von Metz in einem Fresko von Marcello Fogolino im Castello del Buonconsiglio, Trient

Heinrich III. von Metz (* im 13. Jahrhundert; † 9. Oktober 1336) war Zisterzienserabt, kaiserlicher Kanzler und 1310 bis 1336 Fürstbischof von Trient.

## Leben und Wirken

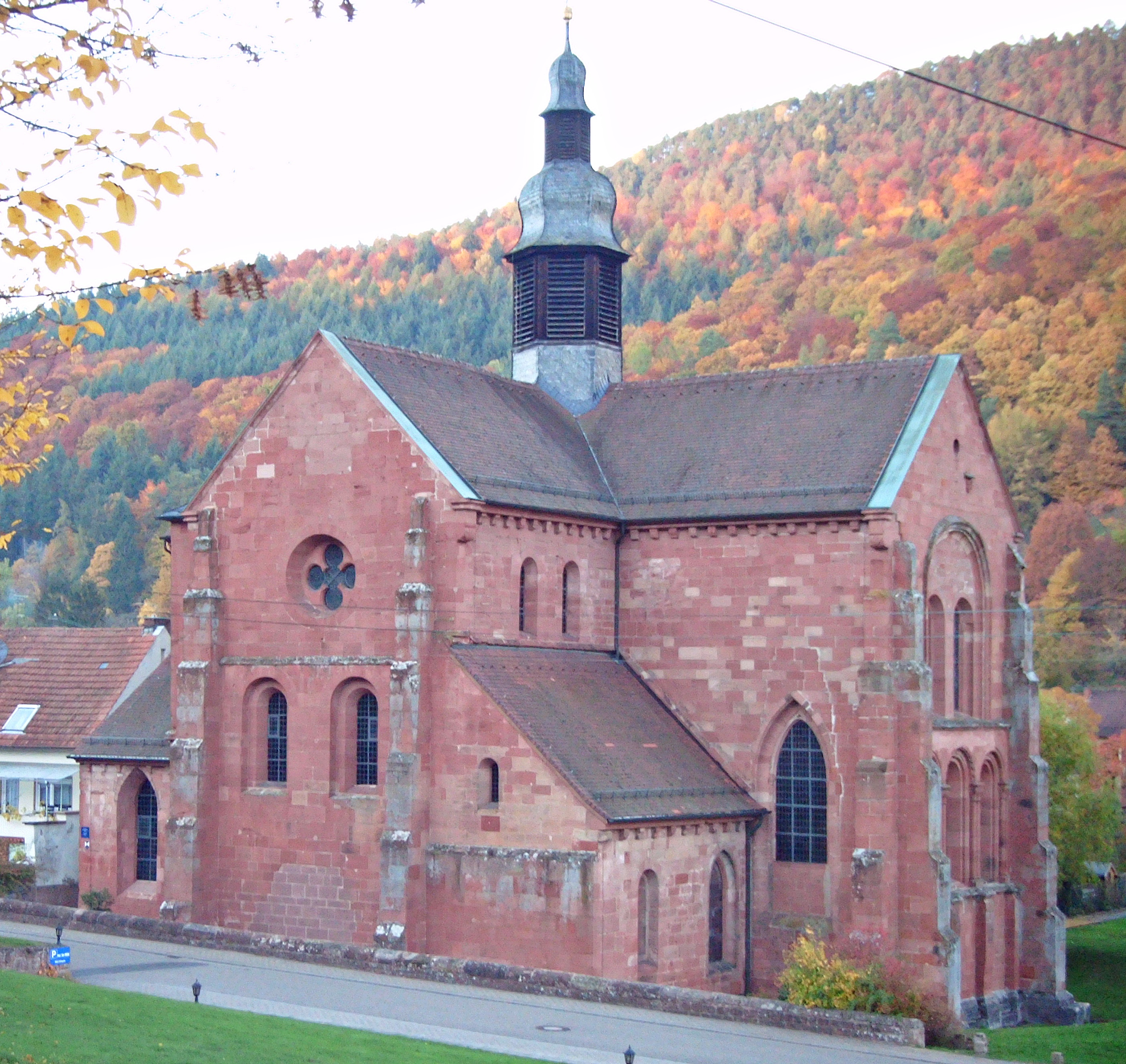
Klosterkirche Eußerthal

Er stammte aus der Region Metz, trat in den Zisterzienserorden ein und amtierte von 1297 bis 1306 als Abt des Klosters Eußerthal im Fürstbistum Speyer. Als Papst Bonifatius VIII. im Jahre 1303 König Albrecht I. von Habsburg die Kaiserkrönung anbot, beauftragte er als Überbringer der Nachricht Abt Heinrich von Eußerthal. Offenbar genoss der Geistliche schon zu dieser Zeit eine hohe Reputation.
Von 1306 bis 1309 wirkte er unter dem Namen Heinrich II. als Abt des Eußerthaler Mutterklosters Weiler-Bettnach.
Spätestens ab 1309 erscheint er als Kanzler von König Heinrich VII. und soll dessen Luxemburger Kanzlei schon vor seiner Königswahl geleitet haben. Beide verband ein inniges Freundschaftsverhältnis. Heinrich von Metz begleitete den Herrscher auch auf seinem Italienzug zur Kaiserkrönung (1310–1313).

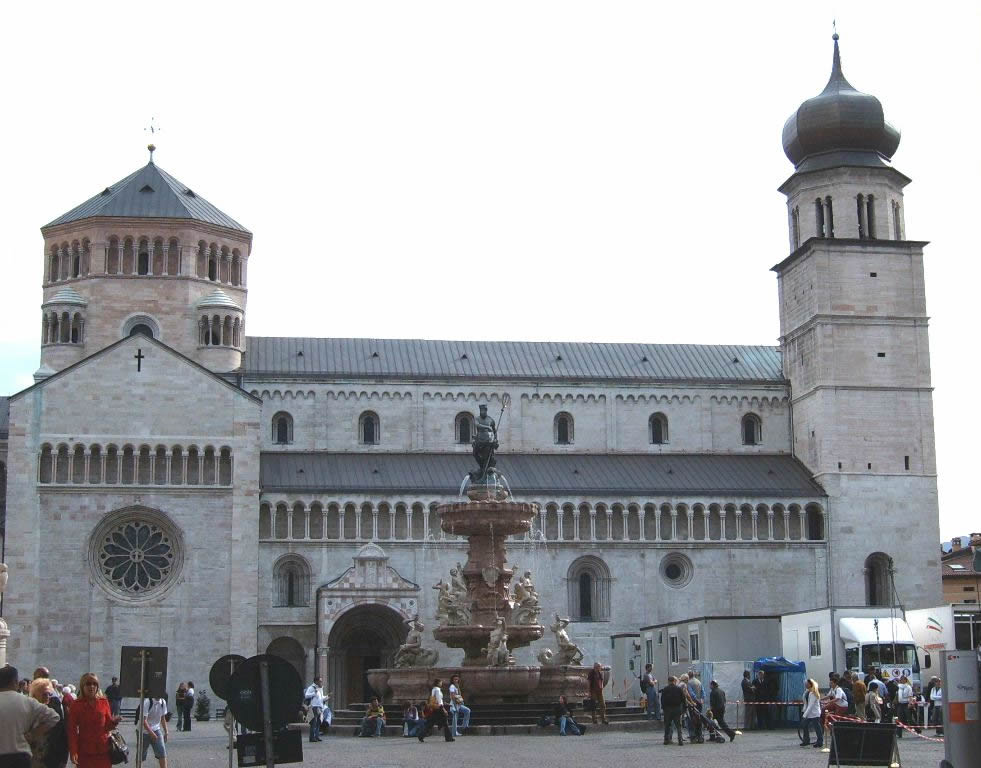
Dom St. Vigil in Trient

Vermutlich über den Einfluss des Königs gelangte der Abt am 23. März 1310 ins Amt des Bischofs von Trient. Als solcher hieß er Heinrich III., regierte bis zu seinem Tod mit großem Eifer und ließ u. a. drei Diözesansynoden abhalten. Er gab seinem Domkapitel neue Statuten und ordnete an, dass alle Seelsorger mit ihren Gemeinden, jedes Jahr eine feierliche Wallfahrt zum Grab des Bistumspatrons St. Vigilius unternehmen mussten. Auch mit Heinrich von Kärnten, Graf von Tirol stand der Bischof in persönlichen Beziehungen und erreichte bei ihm 1314 die Rückgabe von Ländereien, die dessen Vater Meinhard II. dem Bistum entfremdet hatte.
Im Konflikt zwischen Ludwig dem Bayern und Papst Johannes XXII. ergriff er die Partei des Heiligen Stuhls.
Nach seinem Tod wurde Heinrich von Metz in der Kathedrale St. Vigilius zu Trient bestattet.